# Roodkoptrogon
De roodkoptrogon (Harpactes erythrocephalus)  is een vogelsoort uit de familie Trogons (Trogonidae).

## Verspreiding en leefgebied
Deze soort komt voor van de Himalaya en zuidelijk China tot Sumatra en telt negen ondersoorten:
- H. e. erythrocephalus: van de centrale Himalaya en noordoostelijk India tot Myanmar en noordwestelijk Thailand.
- H. e. helenae: zuidelijk China en noordelijk Myanmar.
- H. e. yamakanensis: zuidoostelijk China.
- H. e. intermedius: Yunnan (zuidelijk China), noordelijk Laos en noordelijk Vietnam.
- H. e. annamensis: noordoostelijk Thailand en zuidelijk Indochina.
- H. e. klossi: Krâvanh-gebergte (westelijk Cambodja en zuidoostelijk Thailand).
- H. e. chaseni: centraal en zuidelijk Maleisië.
- H. e. hainanus: Hainan (nabij zuidoostelijk China).
- H. e. flagrans: Sumatra.